# Sully Prudhomme
(Motivazione del Premio Nobel)
Sully Prudhomme, pseudonimo di René François Armand Prudhomme (Parigi, 16 marzo 1839 – Châtenay-Malabry, 6 settembre 1907), è stato un poeta francese, il primo a ricevere il Premio Nobel per la letteratura nel 1901.

## Biografia
Figlio di un negoziante, avrebbe voluto diventare ingegnere, ma una malattia all'occhio gli impedì di continuare gli studi presso il Politecnico. Studiò letteratura e, dopo un breve periodo di lavoro presso l'industria manifatturiera, si dedicò, senza convinzione, agli studi di giurisprudenza. 

Sully Prudhomme fu membro della «Conference La Bruyère», dove venne incoraggiato a dedicarsi alla poesia.
Sully Prudhomme fu insignito un po' a sorpresa del primo premio Nobel per la letteratura nel 1901 (quando gran parte della stampa dava per favoriti personalità come Émile Zola e soprattutto Lev Tolstoj) e fu altresì membro della Accademia di Francia dal 1881 fino alla morte, avvenuta nel 1907.

## Opere
Il suo primo volume, Stances et Poèmes (1865), gli dette la notorietà.
Alcuni dei suoi lavori sono: De rerum natura (1878-79), Croquis italiens (1866-68), Solitudes (1869), Impressions de la guerre (1870), Les destins (1872), La révolte des fleurs (1872), La France (1874), Les vaines tendresses (1875), La justice (1878), Le bonheur (1888), Les épaves (1908). Quest'ultimo fu pubblicato postumo ed è una miscellanea di poemi. Prudhomme scrisse anche La vraie religion selon Pascal (1905).